# Gioventù bruciata (EP Mahmood)
Gioventù bruciata è il primo EP del cantautore italiano Mahmood, pubblicato il 21 settembre 2018 dall'etichetta discografica Island Records.
È stato ristampato il 30 novembre successivo con l'aggiunta del singolo Gioventù bruciata, e nuovamente il 6 febbraio 2019 con Soldi, brano che ha vinto il Festival di Sanremo 2019.
L'omonimo album, pubblicato anche in formato fisico con l'aggiunta di ulteriori pezzi rispetto all'EP, è stato pubblicato il 22 febbraio 2019; fino ad allora l'EP era disponibile solo sulle piattaforme digitali e di streaming.

## Tracce
Edizione originale
1. Uramaki – 2:56 (testo: Alessandro Mahmoud – musica: Marcello Grilli, Francesco Fugazza)
2. Anni 90 (feat. Fabri Fibra) – 3:19 (testo: Alessandro Mahmoud, Fabrizio Tarducci – musica: Marcello Grilli, Francesco Fugazza)
3. Asia occidente – 3:49 (testo: Alessandro Mahmoud – musica: Alessandro Mahmoud, Francesco "Katoo" Catitti)
4. Milano Good Vibes – 2:58 (testo: Alessandro Mahmoud – musica: Francesco Fugazza, Marcello Grilli)
5. Mai figlio unico – 3:00 (testo: Alessandro Mahmoud – musica: Alessandro Mahmoud, Stefano Ceri)

Traccia bonus della prima ristampa
1. Gioventù bruciata – 3:18 (testo: Alessandro Mahmoud – musica: Alessandro Mahmoud, Stefano Ceri)

Traccia bonus della seconda ristampa
1. Soldi – 3:15 (testo: Alessandro Mahmoud, Dario Faini – musica: Alessandro Mahmoud, Dario Faini, Paolo Alberto Monachetti)

## Classifiche
| Classifica (2019) | Posizione massima |
| ----------------- | ----------------- |
| Italia            | 6                 |